# 卡斯泰纳索
卡斯泰纳索是意大利艾米利亚-罗马涅大区博洛尼亚省的一个镇，距离大区首府博洛尼亚约12公里。